# Édouard Baer

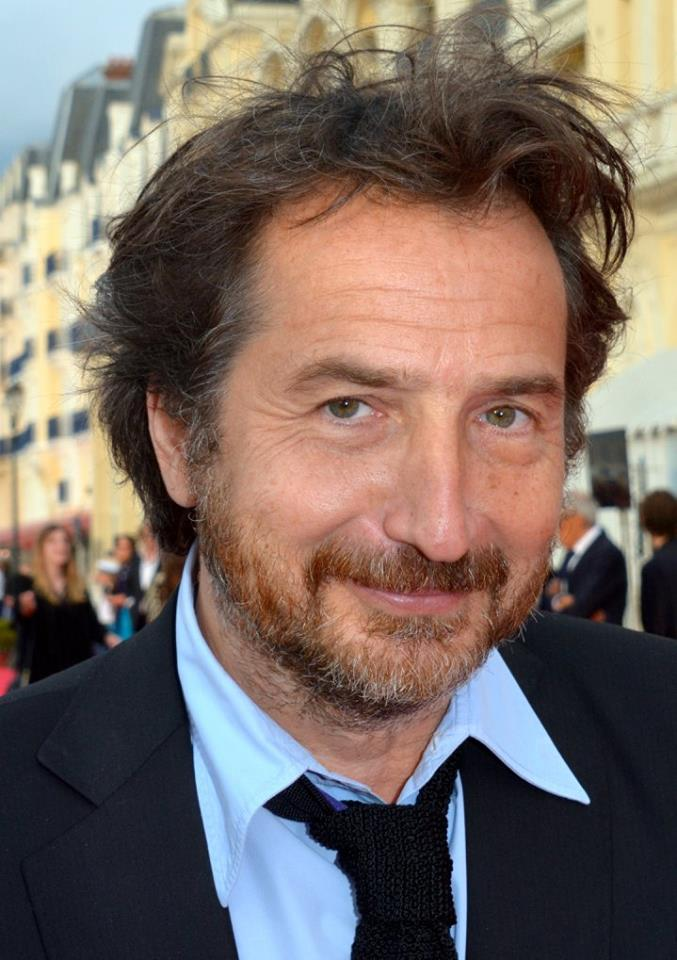
Édouard Baer (2018)

Édouard Baer (* 1. Dezember 1966 in Paris) ist ein französischer Drehbuchautor, Schauspieler und Filmregisseur.

## Leben
Baer wuchs in Paris auf und besuchte dort unter anderem das Collège Stanislas. Mit 18 Jahren trug er sich bei der privaten Schauspielschule Cours Florent ein. Später war er zunächst als Radiomoderator tätig, von 1992 bis 1997 bei dem Sender Radio Nova. Baer wechselte dann zu dem Bezahlfernsehsender Canal+. Die Musik zu seinem ersten eigenen Film, La bostella, den er im Jahr 2000 verwirklichte, schrieb sein Bruder, der Chanteur Julien Baer (* 1964).
Für seine Darstellung in Emmanuel Mourets Diderot-Verfilmung Der Preis der Versuchung (2018), in der er an der Seite von Cécile de France einen treulosen Marquis spielte, wurde Baer 2019 für den César in der Kategorie Bester Hauptdarsteller nominiert.
In den Jahren 2008, 2009, 2018 und 2019 wurde Édouard Baer jeweils als Moderator („Maître de cérémonie“) für die Auftaktzeremonie und abschließende Preisgala der Internationalen Filmfestspielen von Cannes ausgewählt.
Im Frühjahr 2024 wurde von sexuellen Übergriffen auf Frauen berichtet, die Baer zwischen 2013 und 2021 begangen haben soll. Einige aktuelle Auftritte Baers wurden daraufhin abgesagt. Er bat öffentlich um Entschuldigung. Juristische Folgen gab es nicht.  

## Filmografie (Auswahl)
Als Darsteller
- 1994: La folie douce
- 1996: Lügen der Liebe (L’appartement)
- 1996: Caméléone
- 1999: Rien sur Robert
- 2000: La bostella
- 2001: Betty Fisher et autres histoires
- 2001: Unglaublich (Dieu est grand, je suis toute petite)
- 2002: Asterix & Obelix: Mission Kleopatra (Astérix et Obélix: Mission Cléopatre)
- 2002: Cravate club
- 2003: Les clefs de bagnole
- 2004: Lügen und lügen lassen (Mensonges et trahisons et plus si affinités …)
- 2004: À boire
- 2005: Akoibon
- 2005: Wie sehr liebst du mich? (Combien tu m’aimes?)
- 2006: Les brigades du Tigre
- 2006: Ich denk’ an euch (Je pense à vous)
- 2007: Molière
- 2007: Die zweigeteilte Frau (La fille coupée en deux)
- 2008: Passe-passe
- 2008: Un monde à nous
- 2009: Les barons
- 2010: Une exécution ordinaire
- 2011: Huhn mit Pflaumen (Poulet aux prunes)
- 2012: Asterix & Obelix – Im Auftrag ihrer Majestät (Astérix et Obélix: Au service de sa majesté)
- 2013: Cupcakes
- 2013: Eine ganz ruhige Kugel (Les invincibles)
- 2015: Encore heureux
- 2016: Eine Nacht in Paris (Ouvert la nuit)
- 2018: Der Preis der Versuchung (Mademoiselle de Joncquières)
- 2018: Das Geheimnis des Fahrradhändlers (Raoul Taburin)
- 2019: Black Snake: La légende du serpent noir
- 2019: Polinas magische Abenteuer (Polina i tajemnisia kinostudiji)
- 2019: La lutte des classes
- 2020: Die perfekte Ehefrau (La bonne épouse)
- 2023: Daaaaaali!

Als Regisseur
- 1999: Chico notre homme à Lisbonne (TV-Kurzfilm)
- 2000: La bostella
- 2005: Akoibon
- 2013: À la française (TV-Film)
- 2016: Eine Nacht in Paris (Ouvert la nuit)

## Theater
- 2008: Adaption und Regie des Werks von Patrick Modiano Un pedigree (dt.: Ein Stammbaum), zusammen mit Anne Berest für das Théâtre de l’Atelier im 16. Arrondissement (Paris)

## Auszeichnungen
- 2002: Nominierung für den César in der Kategorie Bester Nebendarsteller für Betty Fisher et autres histoires
- 2019: Nominierung für den César in der Kategorie Bester Hauptdarsteller für Der Preis der Versuchung
- 2021: Nominierung für den César in der Kategorie Bester Nebendarsteller für La bonne épouse